# Guernica (Picasso)
Guernica è un dipinto di Pablo Picasso. L'ispirazione per l'opera, improvvisa e all'ultimo minuto, arrivò solo dopo il bombardamento di Guernica (26 aprile 1937). Picasso compose il grande quadro in solo un mese di lavoro e lo fece esporre nel padiglione spagnolo dell'esposizione universale di Parigi (maggio-novembre 1937). Guernica fece poi il giro del mondo, diventando molto acclamata, ma soprattutto servì a far conoscere la storia del conflitto fratricida che si stava consumando nel Paese iberico.
Guernica viene generalmente considerato uno dei maggiori capolavori di Picasso.

## Soggetto
Il 26 aprile 1937, gli aerei tedeschi e italiani, in appoggio alle truppe nazionaliste del generale Francisco Franco contro il governo legittimo repubblicano di Spagna, rasero al suolo, con un bombardamento terroristico, la cittadina basca di Guernica.
L'attacco fu opera della Legione Condor, corpo volontario composto da elementi dell'armata aerea tedesca Luftwaffe con il supporto della Aviazione Legionaria, unità volontaria e non ufficiale della Regia Aeronautica italiana, in una terrificante dimostrazione di forza contro la popolazione civile. È ormai storicamente accertato che la distruzione della città fu causata dal bombardamento italo-tedesco, mentre la tesi riportata dai franchisti, di essere stata provocata da miliziani anarchici in ritirata, è stata abbondantemente smentita nel corso degli anni.

## Storia
Quando il Governo Repubblicano spagnolo commissionò all'artista un dipinto che rappresentasse la Spagna durante l'esposizione mondiale di Parigi del 1937, Pablo Picasso era già un artista molto famoso nel mondo, e direttore del Museo del Prado di Madrid con uno stipendio di 15.000 pesetas all'anno. È noto che, dopo un pagamento iniziale di 50 000 franchi, Picasso ricevette dalla Repubblica Spagnola un secondo pagamento di 150 000 franchi come rimborso spese, una cifra complessiva pari ad un valore di circa € 140.000 del 2021. Una nota firmata da Max Aub, in data 28 maggio 1937, e indirizzata all'ambasciatore Luis Araquistáin, conferma questo pagamento. Secondo tale nota, il pittore rifiutò di accettare qualsiasi importo, e il pagamento fatto era destinato a coprire i costi sostenuti da Picasso. Secondo altre fonti l'importo pagato fu invece ben più sostanzioso, pari a 300.000 pesetas, il cui valore equivalente nel 2021 è calcolabile tra oltre un milione e quasi cinque milioni di euro. È stata quindi anche messa in discussione la natura esclusivamente simbolica della somma indicata che, secondo De la Puente, ammonta al «15% del costo totale del padiglione spagnolo, circa nove volte più del prezzo massimo che fino a quel momento Picasso era riuscito a essere pagato per il meglio della sua arte.» Ad ogni modo, fu il ricevimento di tale pagamento che decenni dopo sarebbe stato utile a consentire al governo spagnolo di rivendicare la proprietà del dipinto. Dopo l'esposizione, quando il governo repubblicano era ormai caduto, Picasso non permise che il suo dipinto più famoso venisse esposto in Spagna, dichiarando esplicitamente che avrebbe potuto tornarvi solo dopo la fine del franchismo.
Dopo l'incarico Pablo Picasso non toccò la tela per tre mesi e mezzo. Solo dopo una visita al padiglione spagnolo, il 19 aprile, una settimana prima del bombardamento, il direttore delle Belle Arti della Spagna Repubblicana, Josep Renau, lo convinse ad accettare. I 27 m² di tela in iuta grezza, da riempire, vennero portati nel suo nuovo studio al primo piano in Rue des Grands Augustins a Parigi, frequentato da Dora Maar, una delle sue tanti amanti, e dai fratelli Laballette che lavorando nel padiglione spagnolo lo usavano come deposito attrezzi. La genesi, l'evoluzione e l'ispirazione del capolavoro sono ancora oggi oggetto di dibattiti; comunque l'opera, dedicata alla commemorazione delle vittime del bombardamento aereo dell'omonima città basca durante la guerra civile spagnola avvenuto il 26 aprile 1937, venne terminata entro la fine di giugno, appena in tempo per l'Esposizione Internazionale.
Si pensa che l'affresco Trionfo della Morte sia valso da ispirazione per la realizzazione della Guernica.
Secondo una tesi minoritaria, il quadro in realtà non rappresenterebbe la tragedia di Guernica ma la morte di un torero, il celebre José Gómez Ortega, opera commissionata a Picasso nel 1935 dalla città di Malaga; l'opera, dal titolo Lamento en muerte del torero Joselito, sarebbe quindi stata "riciclata" e modificata dall'artista a causa della ristrettezza dei tempi imposta dal committente. Infatti secondo una testimonianza oculare di George Steer (corrispondente di guerra inglese), Picasso iniziò a lavorare sull'opera nel gennaio 1937, mesi prima del bombardamento di Guernica (avvenuto il successivo 26 aprile), lasciando poi perdere il progetto iniziale per creare tanti disegni per decidere le dimensioni del quadro.
A contrastare questa teoria vi sono le prove fotografiche scattate da Dora Maar, fotografa e artista nonché amante di Picasso), che dall'11 maggio al 4 giugno 1937 documentò l'evoluzione dell'opera. Gli scatti fotografici furono pubblicati nel numero 4-5 della rivista Cahiers d'art del 1937.
L'opera venne esposta per la prima volta il 12 luglio 1937, all'apertura del padiglione espositivo spagnolo, ma nonostante la grande attesa tra gli intellettuali, diversi dei quali erano stati invitati da Picasso nel suo studio per assistere alle fasi della lavorazione ebbe un successo molto limitato durante il periodo dell'esposizione, sia per la concorrenza di numerosissime altre opere, alcune di contenuti simili, esposte in un affollatissimo padiglione, dinamico e chiassoso, in cui quadri e sculture si mescolavano a teatro, cinema, collage fotografici, artigianato, poesia, propaganda, musica e danza, sia per la posizione infelice in cui era stato esposto, nel salone principale ma lontano dall'entrata, parzialmente coperto da una fontana di Alexander Calder e, come sottolineato da Le Corbusier, sulla parete opposta al palco sui quali si susseguivano gli spettacoli, attirando l'attenzione del pubblico che aveva quindi per la maggior parte del tempo l'opera alle proprie spalle. Critiche anche severe furono rivolte ai meriti artistici del dipinto, tra cui quella del presidente basco José Antonio Aguirre, che fece sapere di non essere affatto interessato all’opera, che Picasso gli aveva offerto per il popolo basco.

## Descrizione
"No, lo avete fatto voi."»
(Celebre risposta data da Pablo Picasso riguardo al suo capolavoro)
L'ordine con cui deve essere letta l'opera d'arte è da destra a sinistra, poiché il lato destro era vicino all'entrata del luogo per cui è stata progettata, cioè il padiglione della Repubblica Spagnola all'Esposizione internazionale di Parigi. È un dipinto di protesta contro la violenza, la distruzione e la guerra in generale. La presenza della madre con il neonato in braccio, di un cavallo, che somiglia a un asino, simbolo dell'irrompere della brutalità, e di un toro, simbolo del sacrificio nella corrida ricorda la composizione del presepe natalizio, che risulta però sconvolto dal bombardamento. La colomba a sinistra, richiamo alla pace, ha un moto di strazio prima di cadere a terra; il toro rappresenta la follia della guerra, mentre il cavallo, trafitto da una lancia, simboleggia la Spagna.
La violenza, lo stupore, l'angoscia e la sofferenza sono deducibili esplicitamente guardando, sulla sinistra dell'opera, la madre che grida al cielo disperata, con in grembo il figlio ormai senza vita; da contraltare ad essa l'altra figura apparentemente femminile a destra, che alza disperata le braccia al cielo. In basso nel dipinto c'è un cadavere che ha uno stigma sulla mano sinistra come simbolo di innocenza, in contrasto con la crudeltà nazi-fascista, e che stringe nella mano destra una spada spezzata, (simbolo della sconfitta e dell'inutile martirio), da cui sorge un pallido fiore, quasi a dare speranza per un futuro migliore. La gamma dei colori è limitata; vengono, infatti, utilizzati esclusivamente toni grigi, neri e bianchi, così da rappresentare l'assenza di vita, oltre a conferire all'opera una più intensa drammaticità. Inoltre la scelta del bianco e nero è dovuta ad una precisa scelta dell'artista che, non essendo stato testimone oculare della strage, volle riferirsi solo ai reportage riportati dai giornali dell'epoca che erano, appunto, in bianco e nero. La carta stampata è citata una seconda volta nel cavallo, il cui corpo picchiettato di segni neri ricorda la carta stampata. L'alto senso drammatico nasce dalla deformazione dei corpi, dalle linee che si tagliano vicendevolmente, dalle lingue aguzze che fanno pensare ad urli disperati e laceranti, dall'alternarsi di campi bianchi, grigi, neri, che accentuano la dinamica delle forme contorte e sottolineano l'assenza di vita a Guernica. Questo quadro doveva rappresentare una sorta di manifesto che esponesse al mondo la crudeltà e l'ingiustizia delle guerre. I colori del quadro sono il bianco e nero perché, secondo Picasso la guerra è sofferenza, ma nell'opera, se si guarda bene, c'è una lampadina che simboleggia la speranza.

## Esposizione
Terminata l'Esposizione Internazionale di Parigi il dipinto venne smontato e nel 1939 trasferito a New York per sostenere le raccolte fondi del Comitato Profughi Spagnoli. Allo scoppio della Seconda Guerra mondiale venne custodito, su richiesta di Picasso, nel Museum of Modern Art, assieme ad altre sue opere, dove rimase esposto per molti anni. Riconsegnato al governo spagnolo, giunse per la prima volta in Spagna il 10 settembre 1981, a otto anni dalla morte dell'autore e sei da quella di Francisco Franco, passando prima per il Casón del Buen Retiro (ovvero il Salone da ballo dell'antico Palazzo Reale) di Madrid, poi per il Museo del Prado, infine per il Museo Nacional Centro de Arte Reina Sofía dal 1992.
Quando giunse a Madrid al Cason del Buen Retiro, a pochi passi da Museo del Prado, due studiosi, Jose Maria Cabrera e Maria del Carmen Garrido, esaminarono la tela al microscopio. Scoprirono che era di iuta grezza e deliberatamente preparata con una tecnica antiquata per renderla più resistente agli spostamenti e rendere al quadro una luminosità da vetrata a piombo con qualità riflettenti simili al rivestimento posteriore di uno specchio.
Durante gli anni settanta fu un simbolo per gli spagnoli sia della fine del regime franchista che del nazionalismo, così come lo era stato prima, per tutta l'Europa, della resistenza al nazionalsocialismo.

## La copia del dipinto esposta all'ONU
Nel 1955 Nelson Rockefeller commissionò un arazzo che riproduceva il dipinto originale di Pablo Picasso e nel 1985 lo offrì in prestito alle Nazioni Unite. Realizzato dall'atelier francese di Jacqueline de la Baume-Durrbach sotto la supervisione dell'artista, fu installato nel corridoio che si trova davanti alla sala del Consiglio di Sicurezza dell'ONU il 13 settembre 1985 alla presenza della moglie di Rockefeller e di altri membri della sua famiglia.
Durante i lavori di ristrutturazione dell'edificio delle Nazioni Unite iniziati nel 2009, l'arazzo è stato restituito alla Fondazione Rockefeller per la custodia. È stato reinstallato nel settembre 2013 quando i lavori di ristrutturazione sono stati completati. All'inizio di febbraio 2021 l'arazzo è stato restituito a Nelson A. Rockefeller Jr., che nel frattempo lo aveva ereditato. Poi a febbraio 2022 l'arazzo di Guernica ritorna all'ONU, dove ancora oggi è conservato.
Negli anni in cui si discuteva di un'eventuale guerra "preventiva" in Iraq, i vertici ONU non hanno ritenuto opportuno farsi riprendere con un tale manifesto dello scempio della guerra e l'arazzo è stato quindi coperto da un drappo blu. Il commento di Fred Eckhard (portavoce dell'ONU) in merito è stato che il misto di bianchi, neri e grigi dell'arazzo produceva un effetto di confusione visiva.

## Il falso mito di Guernica
Alcuni studiosi propongono un'ulteriore lettura del quadro di Picasso, relativamente a una prima realizzazione in memoria della morte di un torero, Joselito, e solo in seguito riadattato per commemorare il bombardamento della città di Guernica